# Jaume Collboni
Jaume Collboni (Catalaanse uitspraak: [ˈʒawmə ˌkɔʎˈbɔni]; Barcelona, 5 september 1969) is een Spaans jurist en politicus. Sinds 17 juni 2023 is hij burgemeester van Barcelona.

## Levensloop
Collboni komt, zoals hij het zelf omschrijft, uit een werkend middenklassengezin en zegt zich zowel Catalaan als Spanjaard te voelen. Hij studeerde rechten aan de Universiteit van Barcelona, waar hij algemeen secretaris was van de Vereniging van Jonge Catalaanse Studenten (AJEC), een politiek-georiënteerde studentenorganisatie gelieerd aan de Catalaanse sociaaldemocratische partij PSC. Hiermee werd ook de basis voor zijn bestuurlijke en politieke loopbaan gelegd. Begin jaren negentig sloot hij zich aan bij de PSC en eind jaren negentig werd hij woordvoerder van de socialisten in zijn geboortedistrict Horta-Guinardó, een van de tien districten van Barcelona, waar hij in 2015 ook districtraadsvoorzitter zou worden.
Van 1998 tot 2005 maakte Collboni deel uit van de nationale leiding van de vakbond UGT in Catalonië. Bovendien was hij rond die tijd, van 2001 tot 2005, als vakbondsman lid van de Economische en Sociale Raad van Spanje (CES), die de regering adviseert over sociaal-economische en arbeidsvraagstukken. Van 2005 tot 2010 was hij coördinator van de Socialistische Parlementaire Fractie in het Catalaanse parlement en vanaf 2010 voor vier jaar parlementslid namens de PSC (PSC-PSOE).

### Strijd om het burgemeesterschap
In mei 2015 deed Collboni een gooi naar het burgemeesterschap van Barcelona. Hoewel zijn rivaal Ada Colau van het pas opgerichte, linkse burgerplatform Barcelona en Comú (BComú) de gemeenteraadsverkiezingen won, wist hij een jaar later een linkse coalitie met haar te vormen, waardoor hij tweede locoburgemeester werd, belast met bedrijfsleven, cultuur en innovatie. Deze coalitie kwam in 2017 echter ten einde, doordat de PSC een artikel in de Spaanse grondwet steunde dat de Spaanse regering de mogelijkheid biedt autonome gemeenschappen te dwingen zich aan de Spaanse wet te houden, terwijl BComú zich achter het recht op zelfbeschikking van Catalonië schaarde. In de gemeenteraadsverkiezingen van 2019 verstevigde Collboni zijn positie en ook toen wist hij een pact met BComú te sluiten, waarmee hij het tot eerste locoburgemeester van Barcelona bracht, met Colau als burgemeester en met in zijn portefeuille economie, arbeid, concurrentievermogen en financiën.
In 2023 deed Collboni opnieuw een gooi naar het burgemeesterschap, ditmaal met succes, dankzij de steun van tien socialistische raadsleden, negen van BComú en vier van de christendemocratisch-conservatieve Partido Popular.

### Overige functies
Naast zijn werk als politicus vervulde Collboni bestuurlijke functies bij het MACBA, het Picasso-museum, het Museu Nacional d'Art de Catalunya, Institut Ramon Llull (alle in 2016-2017) en andere culturele instellingen.

## Privéleven
Collboni was van 2011 tot 2016 gehuwd met journalist en televisieproducent Óscar Cornejo.